# Aetheling
Aetheling (Atheling, Ætheling lub Etheling) – staroangielski termin stosowany w anglosaskiej Anglii do wyznaczania z dynastii królewskich osób godnych do uważania za potencjalnych następców tronu.
Na początku rządów anglosaskich w Anglii słowo to było prawdopodobnie używane do oznaczenia osoby szlachetnie urodzonej, jednak jego użycie było ograniczone do członków dynastii królewskiej.
Używany był jako tytuł przysługujący synom królewskim w Anglii do najazdu Normanów w 1066 roku. Ostatnim królewiczem tytułowanym w ten sposób był syn Edwarda Wygnańca Edgar II Ætheling.